# أولينا تشكان
أولينا تشكان (بالأوكرانية: Чекан Олена Василівна) هي صحفية وكاتبة سيناريو وممثلة أوكرانية (وحمل سابقاً جنسية الاتحاد السوفيتي)، ولدت في 26 أبريل 1946 في كييف في أوكرانيا، وتوفي بنفس المكان في 21 ديسمبر 2013 بسبب سرطان.

## وصلات خارجية
- أولينا تشكان على موقع IMDb (الإنجليزية)